# Lilian Albert
Pas d'image ? Cliquez ici

a Compétitions nationales et continentales officielles uniquement.

Lilian Albert, né le 25 juin 1991 à Villeneuve-sur-Lot, est un joueur de rugby à XIII et rugby à XV français évoluant au poste de demi d'ouverture ou de centre. Formé au rugby à XIII, il débute avec Villeneuve-sur-Lot avant de rejoindre Toulouse. Il tente ensuite une aventure en rugby à XV entre Agen et Albi. Finalement, il revient au rugby à XIII et rejoint Carcassonne avec lequel il remporte la Coupe de France 2017.
Il est sélectionné en équipe de France pour prendre part à la première édition de Coupe du monde de rugby à 9 en 2019.

## Biographie
Son père, Jean-Luc Albert, est un ancien entraîneur de Villeneuve-sur-Lot. Il débute donc très tôt au rugby à XIII pour Villeneuve-sur-Lot tout en étant incorporé dans le pôle espoirs de Toulouse. Il rejoint ensuite Toulouse puis Saint-Gaudens. Il change ensuite de code de rugby et va au rugby à XV, tout d'abord à Agen puis à Albi.
Finalement, il revient au rugby à XIII en s'engageant à Carcassonne avec lequel il remporte la Coupe de France 2017.
En 2021, dans le cadre d'une rencontre de préparation des Dragons Catalans, il est sélectionné dans le XIII du Président réunissant les meilleurs éléments du Championnat de France.

## Palmarès
- Collectif :
  - Vainqueur du Championnat de France : 2021 (Lézignan).
  - Vainqueur de la Coupe de France : 2017 (Carcassonne).
  - Finaliste du Championnat de France : 2015 et 2016 (Carcassonne).

### En club
| Saison    | Club               | Compétition           | Matchs | Points | Essais | Goals | Drops |
| --------- | ------------------ | --------------------- | ------ | ------ | ------ | ----- | ----- |
| 2008-2009 | Villeneuve-sur-Lot | Championnat de France | 2      | 2      | -      | 1     | -     |
| 2009-2010 | Villeneuve-sur-Lot | Championnat de France | 7      | 20     | 2      | 6     | -     |
| 2010-2011 | ?                  |                       | -      | -      | -      | -     | -     |
| 2011-2012 | Toulouse           | Championnat de France | ?      | -      | -      | -     | -     |
| 2012-2013 | ?                  |                       | -      | -      | -      | -     | -     |
| 2013-2014 | ?                  |                       | -      | -      | -      | -     | -     |
| 2014-2015 | Carcassonne        | Championnat de France | 2      | 4      | 1      | -     | -     |
| 2015-2016 | Carcassonne        | Championnat de France | 19     | 80     | 10     | 20    | -     |
| 2016-2017 | Carcassonne        | Championnat de France | 16     | 32     | 8      | -     | -     |
| 2017-2018 | Lézignan           | Championnat de France | 19     | 44     | 11     | -     | -     |
| 2018-2019 | Lézignan           | Championnat de France | 18     | 30     | 7      | 1     | -     |
| 2019-2020 | Lézignan           | Championnat de France | 12     | 12     | 3      | -     | -     |
| 2020-2021 | Lézignan           | Championnat de France | 8      | 4      | 1      | -     | -     |